# Série 1520 da CP
A Série 1520 refere-se a uma família de locomotivas, que esteve ao serviço da companhia dos Caminhos de Ferro Portugueses, tendo uma unidade sido vendida à empresa de engenharia ferroviária Somafel.

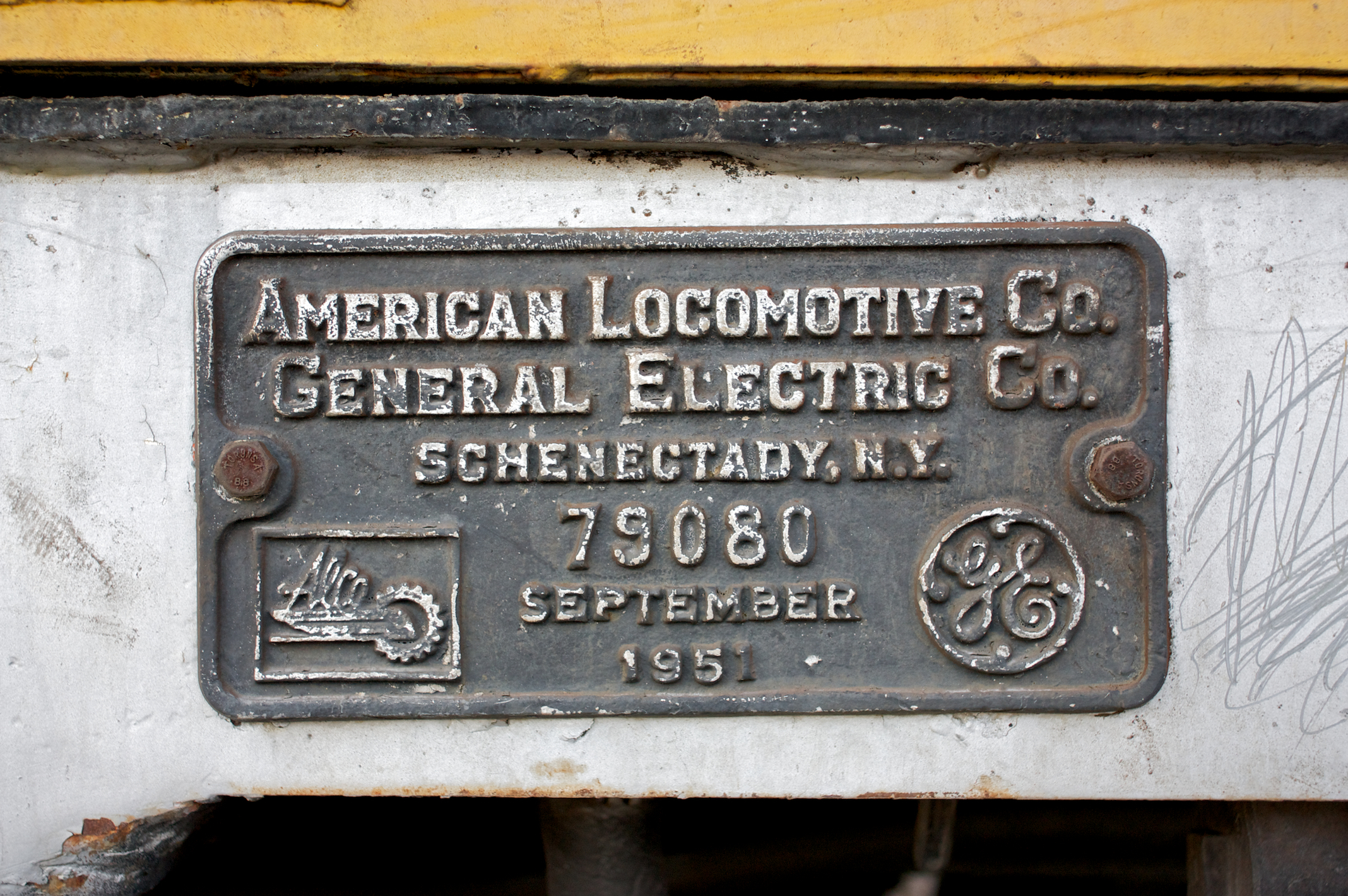
Pormenor da placa do fabricante, na locomotiva com o antigo nº 1525.

## História

### Encomenda e entrada ao serviço
Após o final da Segunda Guerra Mundial, verificou-se uma grande redução nas reservas de carvão no Reino Unido, o que levou a grandes restrições na exportação deste mineral, incluindo a Portugal. Esta medida gerou graves problemas nas operações da Companhia dos Caminhos de Ferro Portugueses, cuja frota de material motor era composta principalmente por locomotivas a vapor. De forma a tentar resolver este problema, a empresa iniciou, em conjunto com o Estado Português, o Plano de Reequipamento, que tinha como principal propósito a aquisição de novo material circulante, incluindo automotoras e locomotivas a gasóleo, que seria utilizadas para substituir as locomotivas a vapor. Por outro lado, previa-se que o material circulante a gasóleo também teria menores despesas de manutenção, o que era de grande importância dada a crise que os caminhos de ferro estavam a passar nessa época, devido à expansão do transporte rodoviário.
Devido à incapacidade da indústria europeia para fabricar este tipo de material, a companhia virou-se então para os Estados Unidos da América, tendo encomendado à firma American Locomotive Company um lote de doze locomotivas, que posteriormente foram classificadas como parte da Série 1500. Em 5 de Setembro de 1950 a empresa assinou um contrato com a Caixa Geral de Depósitos, que outorgou como representante do Fundo de Fomento Nacional, de forma a obter parte dos fundos do Plano Marshall para adquirir mais locomotivas a gasóleo. Devido ao excelente serviço prestado pelas primeiras locomotivas, decidiu-se que parte da encomenda deveria ser composta por mais cinco máquinas do mesmo tipo. As novas locomotivas apresentavam motores igual ao das suas antecessoras, mas alcançavam uma potência ligeiramente superior, devido a várias melhorias introduzidas no motor. O valor total da encomenda, em conjunto com um outro lote de doze locomotivas que foram fabricadas pela Baldwin Locomotive Works, foi de 95:882.400$00, valor limite para o financiamento por parte do Plano Marshall.
As três primeiras locomotivas chegaram nos princípios de Outubro de 1951, transportadas pelo navio Expeditor e descarregadas no Cais de Santa Apolónia. Em 16 de Outubro, a Gazeta dos Caminhos de Ferro relatou que estava prevista a chegada de mais duas unidades a bordo do navio Monte Brasil ainda no mesmo mês, e que toda a série iria entrar ao serviço até ao final de Novembro. Com efeito, toda a série iniciou os seus serviços ainda nesse ano.

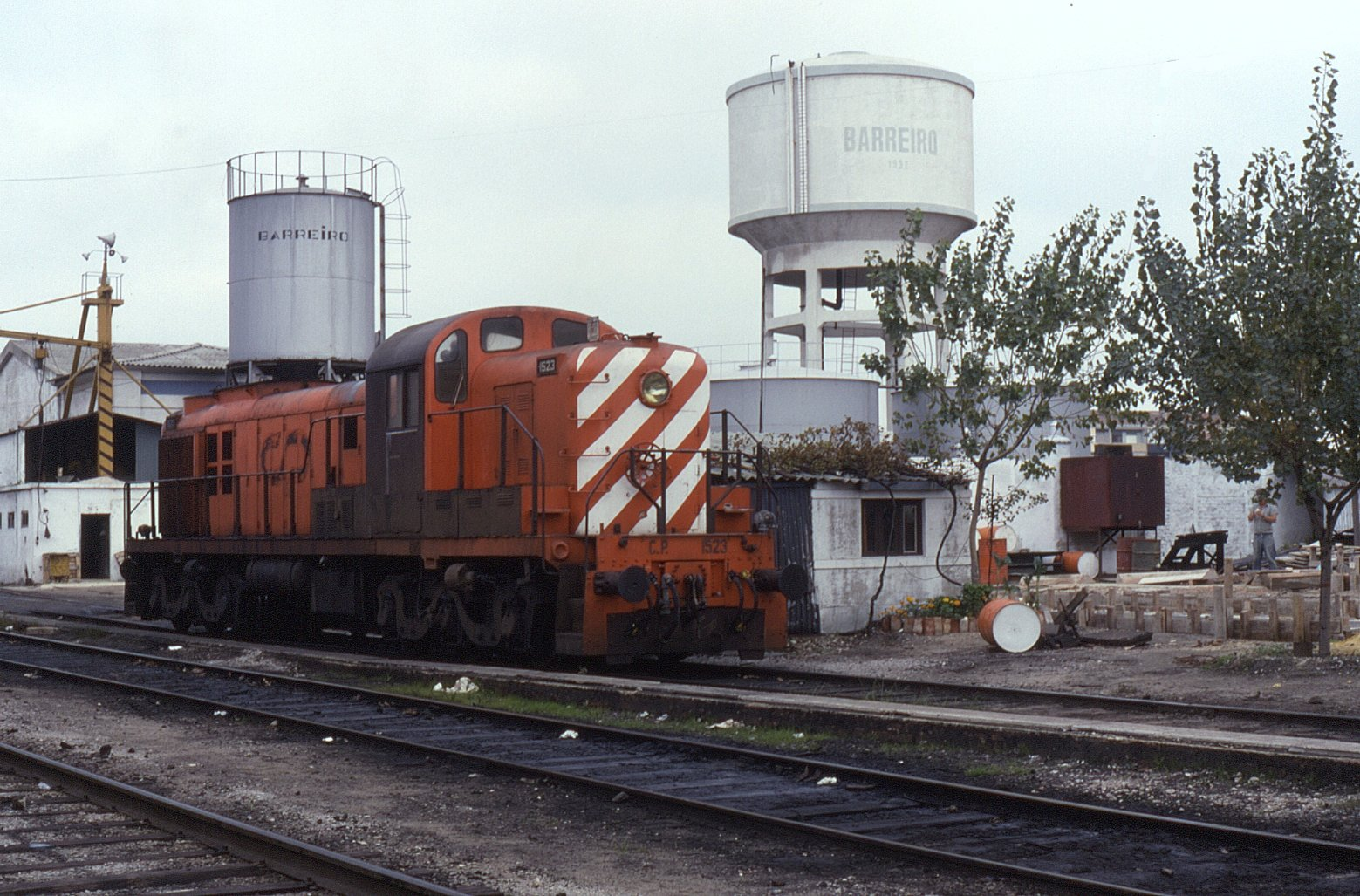
Locomotiva 1523 no Barreiro em 1993, utilizando ainda o esquema de cores da CP.

### Décadas de 1980 e 1990
Na década de 1980, as locomotivas das séries 1500 e 1520 foram utilizadas para rebocar comboios de gasóleo desde Sines até à central eléctrica de Tunes, serviço que teve uma curta duração. Estas duas séries também rebocaram os comboios directos do Barreiro a Lagos, no lanço do Barreiro a Tunes, e os comboios regionais 4702 e 4703, do Barreiro a Vila Real de Santo António.
Em 27 de Novembro de 1999, a locomotiva número 1525 participou numa composição especial até Sines, utilizando o antigo esquema de cores verde e branco da Companhia dos Caminhos de Ferro Portugueses.

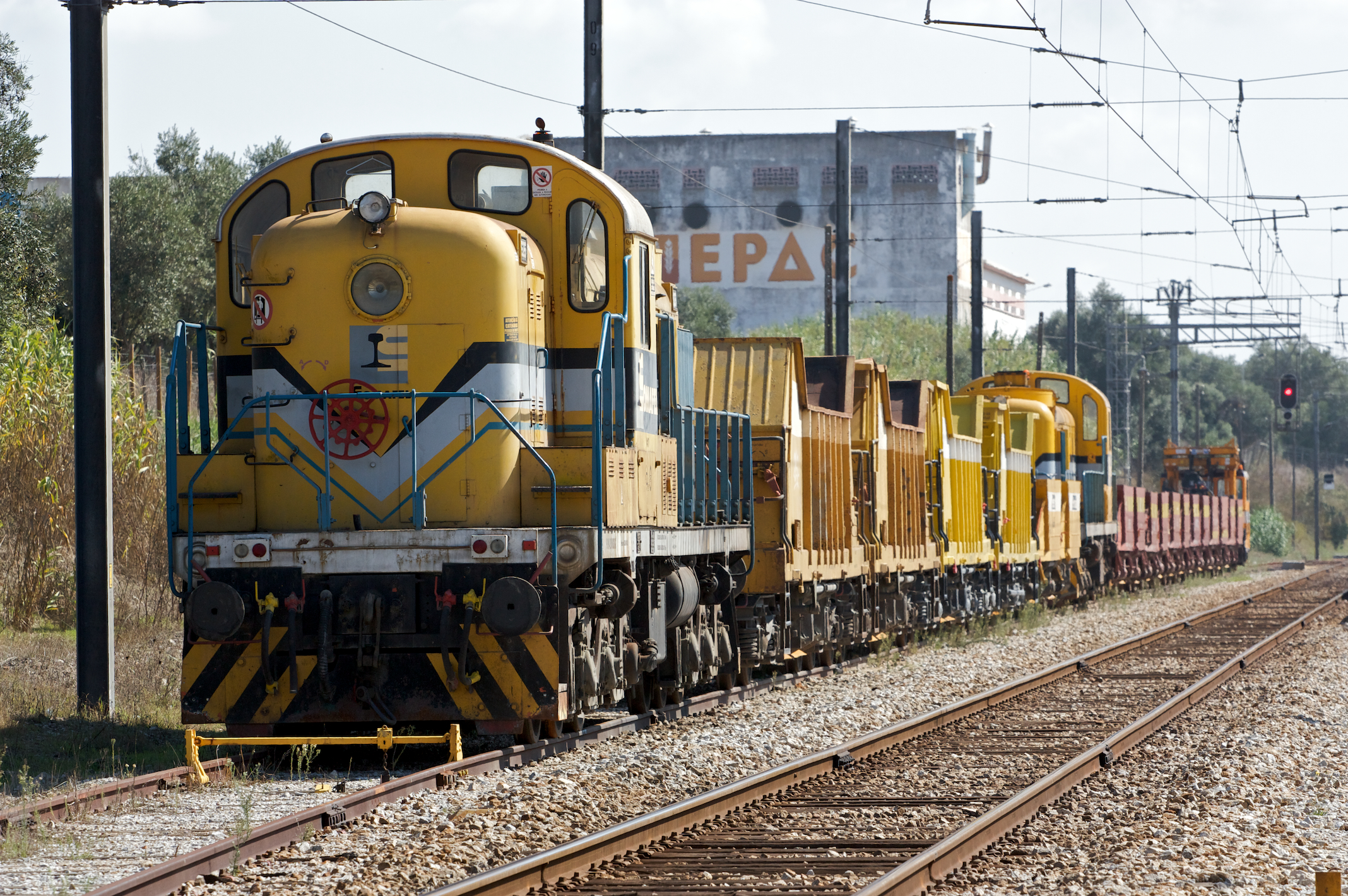
Locomotivas 1525 e 1511 na estação de Alcácer do Sal, em 2010.

### Fim do serviço na CP
No final de 2000, já só restavam ao serviço as unidades 1524 e 1525, tendo as outras três sido retiradas ao serviço. Em 1 de Janeiro de 2001, toda as locomotivas desta série foram abatidas ao serviço pela operadora Comboios de Portugal, no âmbito de um plano de redução de custos daquela empresa, que se debruçou sobre as locomotivas mais antigas, ou menos idóneas para as condições de exploração.
Em 2001, estavam quatro locomotivas desta série fora de serviço, restando a 1525 — encostada para ser vendida ou abatida ao serviço, tendo sido prevista a sua integração no Museu Nacional Ferroviário. No entanto, acabou por ser adquirida pela empresa de manutenção ferroviária SOMAFEL, para ser utilizada no reboque dos vagões e dos veículos especiais de via entre os estaleiros e as frentes de obra. Até 2022, as restantes haviam sido entretanto demolidas.[carece de fontes?]

## Descrição

### Esquemas de cores e serviços
Em 2005, já tinham passado por sete esquemas de cores distintos, como o verde e prata original, e as versões azul e branca, e laranja.
Entre os serviços que prestaram, incluem-se comboios suburbanos nas linhas do Alentejo e Sul, entre o Barreiro e Praias do Sado.

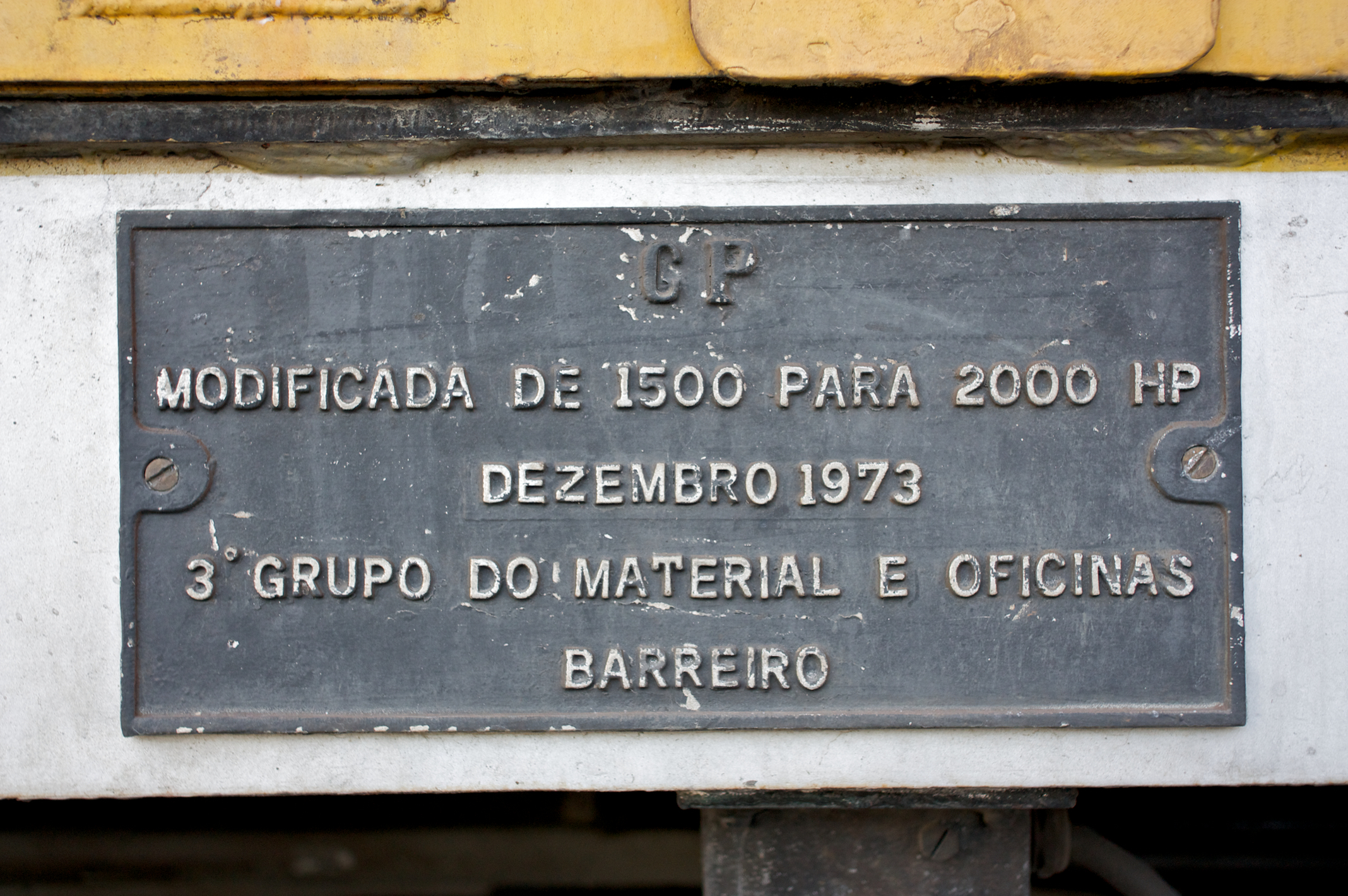
Pormenor de placa de modificação da locomotiva 1525.

### Descrição técnica
Esta série era formada por cinco locomotivas de bitola ibérica, a tracção diesel-eléctrica do tipo RSC 3 3u. Tinham uma potência de 1730 Cv ou 1273 kW, uns rodados na disposição (A 1A) (A 1 A), e podiam atingir até 120 Km/h. Originalmente, dispunham de uma caldeira vertical para aquecimento da locomotiva, que foi retirada na década de 1970.
Estas locomotivas estiveram entre as mais pesadas dos Caminhos de Ferro Portugueses, não podendo circular pela Ponte D. Maria Pia, uma vez que esta estrutura não conseguia suportar o seu peso por eixo.

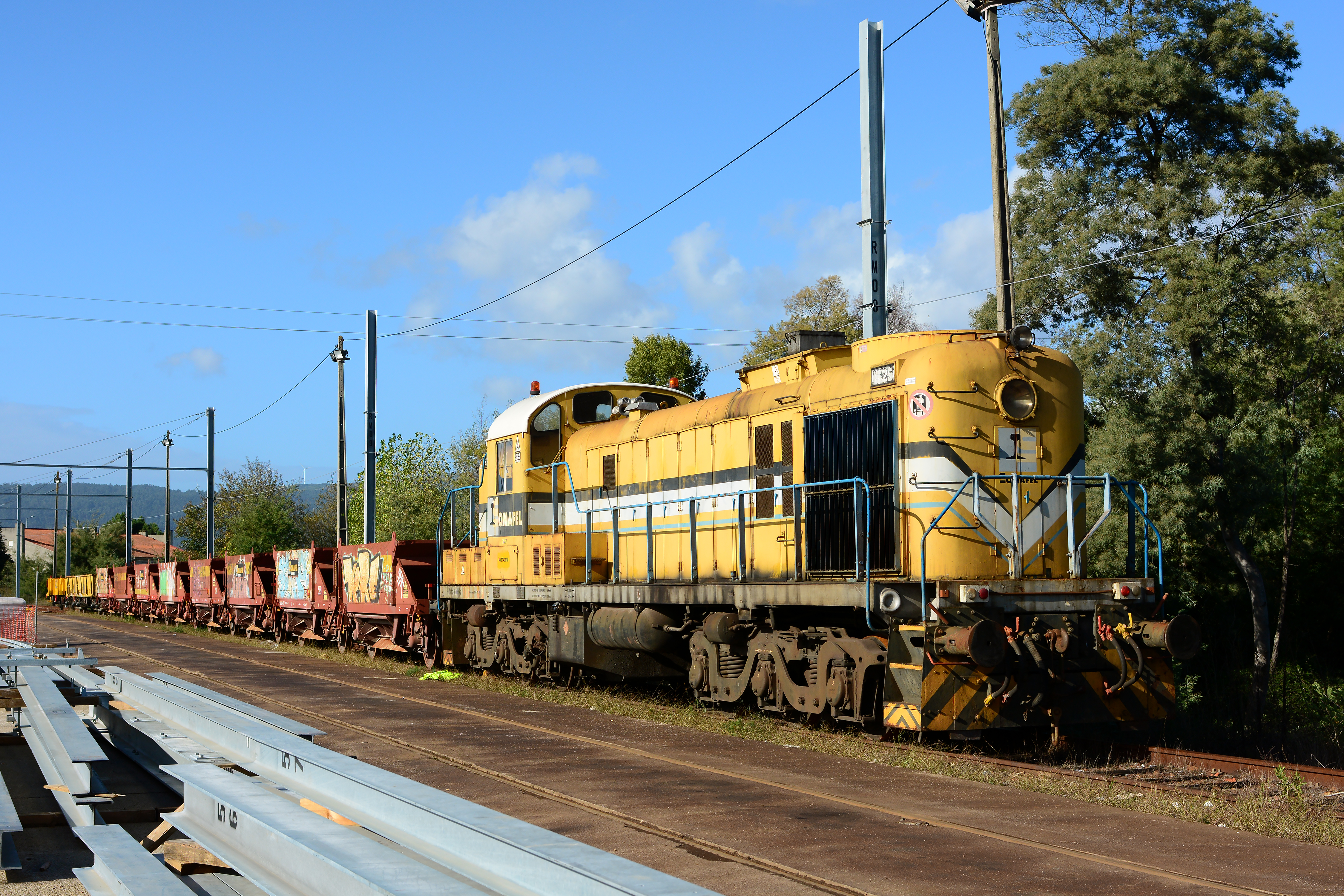
Locomotiva 1525 na estação de Darque, em 2017.

## Ficha técnica
- Informações diversas:
  - Tipo de tracção: Diesel-eléctrica[6]
  - Ano de entrada ao serviço: 1951[8]
  - Número de unidades: 5 (1521-1525)[8]
  - Bitola de via: 1668 mm[8]
  - Fabricante: American Locomotive Company (ALCO)[8]
- Características gerais
  - Tipo da locomotiva (construtor): RSC 3 3u[6][3]
  - Potência nominal (rodas):  1730 Cv / 1273 kW[6]
  - Disposição dos rodados: (A 1A) (A 1 A)[6]
- Características de funcionamento
  - Velocidade máxima: 120 km/h[6][5]

## Lista de material
| :  | qt. | estado               |
| -- | --- | -------------------- |
| ⏩︎ | 1   | vendida, em Portugal |
| ⛛︎  | 2   | abatidas             |
| 🔧︎ | 2   | para peças           |
| 5  | 5   | (total)              |

| №    | :  | a    | observações                                             |
| ---- | -- | ---- | ------------------------------------------------------- |
| 1521 | 🔧︎ | 2001 | Fora de serviço, para fornecer peças a outras unidades. |
| 1522 | 🔧︎ | 2001 | Fora de serviço, para fornecer peças a outras unidades. |
| 1523 | ⛛︎  | 2001 | Fora de serviço.                                        |
| 1524 | ⛛︎  | 2001 | Fora de serviço.                                        |
| 1525 | ⏩︎ | 2018 | Ao serviço da Somafel (2018)                            |